# Спремић

### Порекло
Спремић је српско презиме пореклом из села Ступница у општини Лозница. По предању порекло Спремића је из Херцеговине, а у говору је делом задржан источнохерцеговачки дијалект (нпр. у изговору: ђед, међед,...).

### Спремићи из Ступнице
Поред Ступнице презиме може да се пронађе и у околним селима, у градовима Србије и у свету (промена пребивалишта). Спремићи славе Ивањдан (Рођење Светог Јована Крститеља). Занимљивост је да породице Спремић имају породичне надимке по животињама: међеди, жуне, прасе, мачкови,... Са српским презименом Спремо из Херцеговине који славе Ђурђиц и Светог Стефана (Степањдан) вероватно немају везе због различитих крсних слава.

### Познати Спремићи
Познати историчар Момчило Спремић је пореклом из Ступнице док му се као место рођења наводи Доња Бадања јер му је отац био свештеник у том селу. Момчило Спремић је члан Српске академије наука и уметности.

### Спремићи из Витаљине
Поред Спремића из Ступнице постоје и Спремићи из Витаљине у Конавлима (најјужније место до Превлаке) који се изјашњавају Хрватима и католицима. У Витаљини постоји запуштена стара православна црква Светог Николе, а постојала је друга православна црква на чијем је месту (вероватно) 1897. саграђена једнобродна католичка црква Светог Спаса.